# 賴杜日內 (聶伯彼得羅夫斯克州)
48°35′50″N 33°54′30″E / 48.59722°N 33.90833°E
賴杜日內（羅馬化：Raiduzhne），2016年前名為科穆納里夫卡（Комуна́рівка），是烏克蘭中部第聶伯羅彼得羅夫斯克州卡姆揚斯凱區利希夫卡市鎮的村莊該村分別距離奧梅利尼克河4公里、新甘尼夫卡1.5公里和利希夫卡3.5公里，海拔高度168米，2012年人口421。